# Conseil des Cinq-Cents
Pour les articles homonymes, voir Conseil des Cinq-Cents (homonymie) et Assemblée nationale française (homonymie).
Le Conseil des Cinq-Cents est l'une des deux assemblées législatives françaises du Directoire, avec le Conseil des Anciens. Il est institué par la Constitution de l'an III, adoptée par la Convention thermidorienne le 22 août 1795, et entre en vigueur le 23 septembre suivant. Il siège dans la salle du Manège située à l’endroit de l'actuelle rue de Rivoli, le long du jardin des Tuileries, à partir du 9 octobre, puis au palais Bourbon deux ans plus tard, à partir du 21 janvier 1798.
La Constitution de l'an III met en place un pouvoir législatif bicaméral, qui comprend :
- le Conseil des Cinq-Cents, chambre basse ou assemblée législative de première instance ;
- le Conseil des Anciens, chambre haute, qui examine les textes de lois en seconde lecture.

Après le coup d'État du 18 Brumaire qui met fin au Directoire, le Conseil des Cinq-Cents est dissous par Bonaparte. Le Tribunat reprend une partie de ses attributions.

## Origine et mise en place
Entre le 10 et le 13 août 1792, l'Assemblée nationale a aboli la royauté. Louis XVI est emprisonné. Le 21 septembre 1792, l'Assemblée nationale cède la place à la Convention nationale. Le 6 avril 1793, la Convention nationale crée le Comité de salut public : le pouvoir exécutif échappe au contrôle du pouvoir législatif, c'est la Grande Terreur.
La dictature de la Convention prend fin le 9 thermidor an II (27 juillet 1794) avec la chute de Robespierre. Le Comité de salut public, qui était devenu un gouvernement révolutionnaire, est démantelé par les Thermidoriens. La constitution montagnarde, qui a été suspendue, devait alors être entrée en vigueur, mais les Thermidoriens, craignant une réaction jacobine, rejettent toute idée de démocratie directe. Ils préfèrent lancer une nouvelle constitution.
Bien que ce texte soit largement inspiré par la Constitution de 1791, qui organise une séparation stricte des pouvoirs, le pouvoir exécutif représenté par le Directoire est soumis au pouvoir législatif représenté par le parlement.
Le 4 floréal an III (23 avril 1795), la Convention confie à une commission le soin de rédiger un projet d'une nouvelle constitution.
Boissy d'Anglas expose le principe : « Les Cinq-Cents sont l'imagination de la République, les Anciens en seront la raison ». Selon une idée reprise par Sieyès, ce système a une double origine :
- d'une part, il est imité de l’antique conseil athénien, la Boulè, également appelé Conseil des 500, dont l’harmonieux fonctionnement garantissait la démocratie grecque ;
- d’autre part, il s'inspire du système anglais, toujours en vigueur de nos jours, qui comprend également une chambre basse (la chambre des communes) et une haute assemblée (la Chambre des lords) : ces deux chambres sont censées exercer chacune (l’une sur l'autre et ensemble envers l’exécutif) un contre-pouvoir remédiant aux excès que vient de connaître la Révolution.

## Composition et fonctionnement

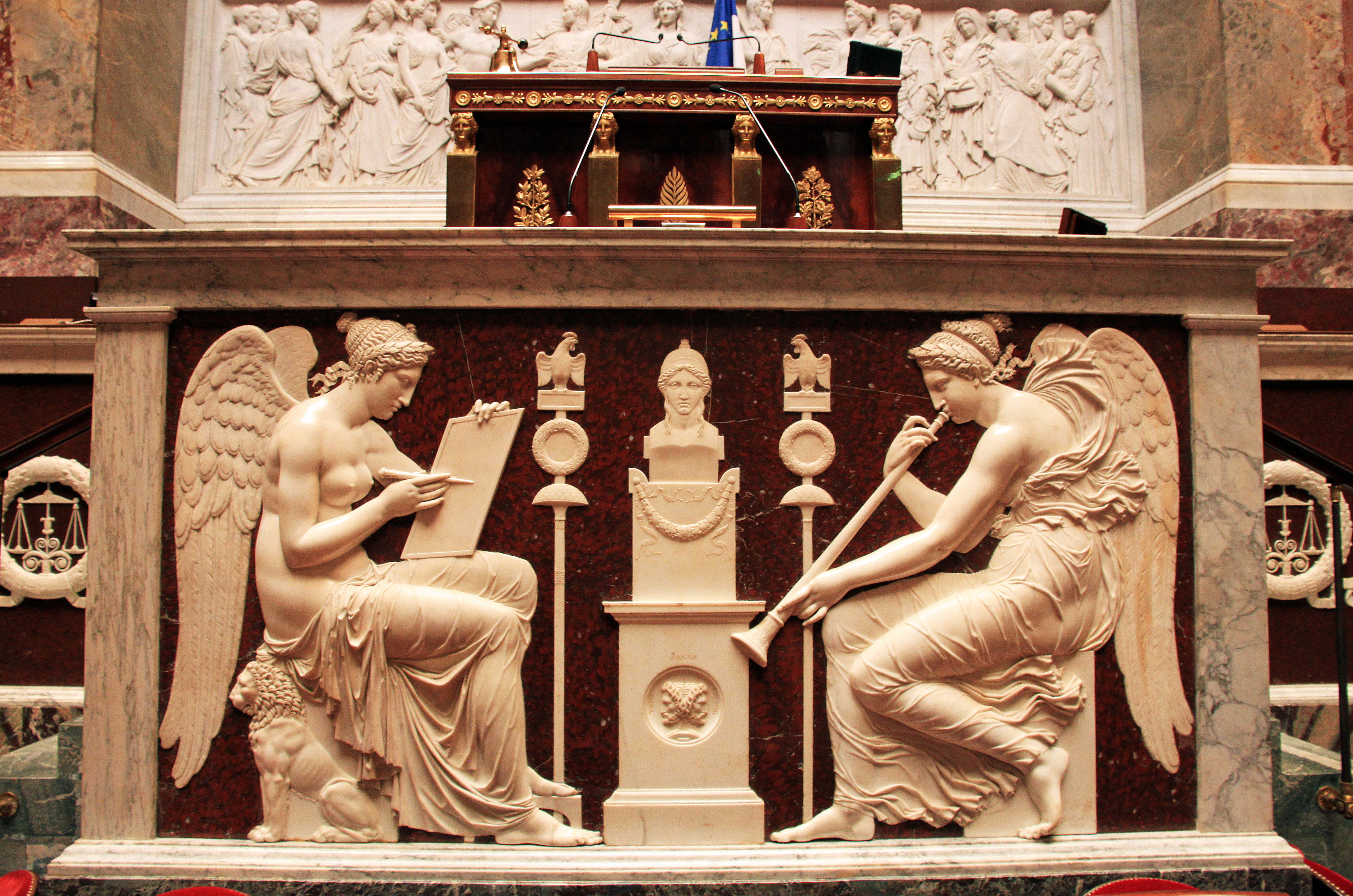
La Renommée embouchant sa trompette publie les grands évènements de la Révolution et l'Histoire écrit le mot République, vestige de la salle d'origine du Conseil des Cinq-Cents, actuellement dans l'hémicycle du Palais Bourbon.

Installé initialement dans la salle du Manège, à Paris, ce conseil est composé de cinq cents membres élus au suffrage censitaire, âgés de plus de 30 ans et résidant depuis au moins dix ans sur le territoire national. Les citoyens de chaque canton, hommes majeurs de vingt et un ans, payant une contribution directe ou justifiant de services militaires actifs dans l'armée et résidant en France depuis au moins un an, se réunissent en assemblées primaires afin de désigner un « grand électeur » pour 200 habitants, ces électeurs formant au sein de chaque département une assemblée électorale élisant les membres du Corps législatif.
Renouvelé par tiers chaque année, le Conseil des Cinq-Cents est chargé d'établir les propositions de lois, de voter les résolutions qui sont soumises ensuite à l'approbation du Conseil des Anciens auquel il présente également la liste des candidats pour l'élection des cinq directeurs. Pour ce faire, le Conseil des Cinq-Cents élit une liste de 50 noms qu'il transmet au Conseil des Anciens, qui n'en retient que 5 : les nouveaux directeurs. Ceux-ci (comme les Anciens) doivent avoir au moins 40 ans et ne peuvent être réélus s'ils sont sortants (d'où l'adage : « Sortez, les sortants »).
En fait, dans son fonctionnement global et mis à part ses instances dirigeantes, (les 5 directeurs), ce système peut en grande partie s'identifier à l'actuel système bicamériste français, qui comprend Sénat et Chambre des députés.
Le 5 fructidor an III (22 août 1795) est voté par la Convention la nouvelle constitution ainsi que le décret des deux tiers, qui réserve aux anciens conventionnels deux tiers de chaque chambre, afin d'assurer la réélection de ses membres, de pérenniser les institutions mises en place et, surtout, d'éviter un retour des Royalistes. Cette nouvelle constitution dissout le comité et les commissions exécutives et crée un Directoire dirigé par cinq directeurs qui obéissent au parlement qui est doublé en deux assemblées : le Conseil des Cinq-Cents et le Conseil des Anciens.
La formation du premier corps de parlementaires est déterminée par le décret du 13 fructidor an III (30 août 1795), qui encadre le droit de suffrage. Le 6 septembre 1795, le plébiscite approuve la nouvelle constitution ainsi que le décret des deux tiers qui furent tous deux adoptés, par le décret de la Convention, du 1er vendémiaire an IV (23 septembre 1795).
Les élections se déroulant du 20 au 29 vendémiaire (12 au 21 octobre 1795) ne désignent que 394 parlementaires conventionnels sur les 500 prévus (deux tiers des 750), 105 sont élus par leurs collègues réunis en « assemblée électorale de France ». Le 3 brumaire an IV (26 octobre 1795), la Convention nationale se réunit une dernière fois avant de se séparer, elle vote une dernière loi : les membres du conseil des Cinq-Cents doivent revêtir une « robe longue et blanche, une ceinture bleue, un manteau écarlate, le tout en laine et une toque de velours bleue ».
Le 30 octobre 1795, le Conseil des Cinq-Cents et le Conseil des Anciens forment leurs premières assemblées. De son côté, le Directoire se forme pour la première fois le 1er novembre 1795.

## Premiers tiraillements: modérés et néo-jacobins
Le 16 juillet 1797, nommé ministre des Relations extérieures, Talleyrand demande au général Bonaparte de lui apporter ses moyens pour faciliter ses négociations.
Après le coup d'État du 18 fructidor an V (4 septembre 1797), qui a vu l'union des modérés et des néo-jacobins face à la menace monarchique, la liberté de réunion est rétablie ; des cercles constitutionnels se forment, avec l'aide des autorités, pour soutenir la politique de défense républicaine.
Le Directoire présente, à la fin de novembre 1797, une proposition votée par le Conseil des Cinq-Cents puis, le 31 janvier 1798, par le Conseil des Anciens, octroyant au Corps législatif sortant la vérification des élections. Le 22 février, le renouvellement du directeur sortant est fixé au 27 floréal, avant l'arrivée du nouveau tiers de députés le 1er prairial. Enfin, les cercles constitutionnels et les commissaires du Directoire dressent des listes de candidats « recommandables ». Les Cinq-Cents prévoient également, le 1er janvier 1798, de déplacer le lieu de réunion de 45 assemblées électorales, pour les soustraire à l'influence des royalistes, mais les Anciens s'y opposent.
Le 11 mai 1798 (22 floréal de l'an VI), le Conseil des Anciens invalide les élections dans plusieurs départements, expulsant 106 nouveaux députés élus, indésirables aux yeux du Directoire ; les corps administratif et judiciaire sont également épurés (loi du 22 floréal an VI).

## Du Directoire au Consulat
Ce système, par sa complexité, ne peut fonctionner convenablement : la séparation des pouvoirs est beaucoup trop stricte et de plus, les directeurs ne s'entendent ni entre eux, ni avec aucun de ces deux Conseils, qui les avaient pourtant élus. Ce régime d'assemblée est jalonné d'une suite de tentatives de coups d'État manqués.
Le 5 juin 1799, lorsque l'armée française est vaincue à la bataille de Zurich, le Conseil des Cinq-Cents accuse le Directoire. Les « révisionnistes de la Constitution » (Sieyès, Ducos et Talleyrand) demandent une nouvelle constitution pour un exécutif fort mais le Conseil des Cinq-Cents refuse.
Lors du coup d'État du 18 juin 1799, dit Coup d'État du 30 prairial an VII (aussi nommé « revanche des conseils »), le directeur Sieyès fait sortir trois directeurs du Directoire dont deux sont forcés à la démission : cela entache encore un peu plus le prestige de l'institution.
Le 4 juillet 1799, l'armée française subit une nouvelle défaite à Mantoue.
Le 12 juillet 1799, les défaites extérieures de l'armée française et les troubles intérieurs fragilisent le Conseil des Cinq-Cents qui pourrait, par un coup d'État, être contraint de réviser la Constitution. Il vote la Loi des otages contre la Terreur blanche. Le lendemain, Talleyrand démissionne du ministère pour préparer un coup de force avec l'aide du général Bonaparte, lequel part discrètement pour la France le 23 août 1799. En octobre 1799, une fois que Bonaparte est arrivé à Paris, Talleyrand peut préparer le coup d'État avec lui comme bras armé du complot.
Le coup d'État du 18 Brumaire (9 novembre 1799) provoque la perte du Conseil des Cinq-Cents : ce jour-là, trois des cinq Directeurs démissionnent, les deux autres sont mis en garde à vue par Bonaparte. Les Bonaparte, Napoléon et Lucien mettent fin au Directoire.
En dépit de sa brève existence (à peine quatre ans, du 22 août 1795 au 9 novembre 1799), le système du Directoire préfigurait l'organisation future de la Constitution française.
Le lendemain (10 novembre 1799), les députés du Conseil des Cinq-Cents votent la préparation d'une nouvelle constitution. Le jour suivant (11 novembre 1799), trois consuls sont désignés : Bonaparte, Sieyès et Ducos. C'est le début du Consulat.
Le 13 décembre 1799, la Constitution de l’an VIII est adoptée.
Le 26 décembre 1799, Bonaparte dissout le Conseil des Cinq-Cents qui sera remplacé par le Corps législatif le 1er janvier 1800.